# Ignacio Pérez Walker
Juan Ignacio Pérez Walker (Recoleta, Santiago, 4 de agosto de 1948) es un abogado y político chileno, miembro de Renovación Nacional (RN). Se desempeñó como senador de la República en representación de la 3ª Circunscripción (Región de Atacama) durante dos periodos legislativos consecutivos, desde 1990 hasta 2002.

## Biografía

### Familia
Nació en Santiago, en 1948. Su abuelo materno, Horacio Walker, fue vicepresidente de la Partido Demócrata Cristiano (PDC), senador, ministro de Justicia; y de Relaciones Exteriores y embajador. Su bisabuelo, Joaquín Walker Martínez, fue presidente de la Cámara de Diputados y senador por el Partido Conservador.
Hijo de Clemente Pérez Zañartu –quien fuera embajador de Chile ante la Santa Sede en el gobierno de Eduardo Frei Montalva– y Teresa Walker Concha, cursó sus estudios primarios en el Instituto de Humanidades Luis Campino y en el Notre Dame International School de Roma, Italia.
Estuvo casado con Carmen Noguera Phillips, de quién se divorció.[cita requerida] En abril de 2013, contrajo matrimonio en segundas nupcias con Marianela de Lourdes López Diez. Es padre de tres hijas.

### Estudios y vida laboral
Al finalizar su etapa escolar, realizó sus estudios superiores en la Facultad de Derecho de la Pontificia Universidad Católica (PUC), donde obtuvo el título de abogado el 25 de noviembre de 1974.
En su época universitaria se desempeñó como profesor ayudante de derecho político entre los años 1972 y 1974, llegando a ser profesor titular de la cátedra de Sociología en la Escuela de Ingeniería de la Universidad de Chile. Una vez egresado, efectuó un máster en ciencias del desarrollo con mención en economía en el Instituto de Doctrinas Sociales (ILADES), título homologado por la Universidad Católica de Lovaina, Bélgica.
Ha ejercido libremente su profesión de abogado, perteneciendo, entre 1974 y 1976, al Estudio Jurídico de Ángel Fernández Sotomayor. Paralelamente, integró el directorio de Coopeseguros S.A. y de la Fundación «José Cardijin». También trabajó como abogado de Cooprev Ltda. Entre 1976 y 1977 fue director de Peugeot Chile S.A. y, posteriormente, de la Compañía Forestal de Chiloé S.A. y del Hogar de Cristo.
Prosiguiendo en diversas actividades, entre 1984 y 1988 se desempeñó como comentarista de actualidad económica y política de la Corporación de Televisión de la Universidad de Chile y de Televisión Nacional de Chile (TVN). Durante 1987 integró el comité editorial de la revista Master Club y asesoró a la Dirección General de Ferrocarriles del Estado.

## Tratectoria política
Inició su trayectoria pública, al se designado por la dictadura militar del general Augusto Pinochet, como secretario ejecutivo del Consejo Económico y Social desde 1985, y entre 1988 y 1989 asumió como vicepresidente de dicho organismo.
En las elecciones parlamentarias de 1989, resultó elegido como senador independiente, por la 3ª Circunscripción correspondiente a la III Región de Atacama, para el período legislativo 1990-1994. Integró las Comisiones de Trabajo y Previsión Social y de Minería.
En las elecciones parlamentarias de 1993 fue reelegido para el período 1994-2002 representando al partido Renovación Nacional con 23.737 votos, que correspondieron al 21,65% del total de los sufragios válidos. Entre 1994 y 1998 integró las Comisiones de Trabajo y Previsión Social y de Minería. En tanto que en 1998 se incorporó a la Comisión de Minería y Energía.

## Historial electoral

### Elecciones parlamentarias de 1989
- Elecciones parlamentarias de 1989, candidato a senador por Atacama [5]

| Candidato               | Pacto                           | Partido | Votos  | %     | Resultado |
| ----------------------- | ------------------------------- | ------- | ------ | ----- | --------- |
| Ricardo Núñez Muñoz     | Concertación por la Democracia  | PPD     | 36.295 | 33,38 | Senador   |
| Adolfo Zaldívar Larrain | Concertación por la Democracia  | PDC     | 30.933 | 28,44 |           |
| Ignacio Pérez Walker    | Democracia y Progreso           | RN      | 24.147 | 22,20 | Senador   |
| Jonás Gómez Gallo       | Democracia y Progreso           | Ind.    | 12.131 | 11,16 |           |
| Luis Bogdanic Bassi     | Liberal-Socialista Chileno      | PL      | 2.669  | 2,45  |           |
| Elías Óscar Nehme Cerda | Independientes (Fuera de Pacto) | Ind.    | 2.574  | 2,37  |           |

### Elecciones parlamentarias de 1993
- Elecciones parlamentarias de 1993, candidato a senador por Atacama [6]

| Candidato                  | Pacto                                | Partido | Votos  | %     | Resultado |
| -------------------------- | ------------------------------------ | ------- | ------ | ----- | --------- |
| Ricardo Núñez Muñoz        | Concertación por la Democracia       | PS      | 32.442 | 29,60 | Senador   |
| Sergio Carrasco Gouet      | Concertación por la Democracia       | PR      | 29.023 | 26,48 |           |
| Ignacio Pérez Walker       | Unión por el Progreso de Chile       | RN      | 23.737 | 21,65 | Senador   |
| Alejandro González Samohod | Unión por el Progreso de Chile       | UDI     | 14.686 | 13,40 |           |
| Marcelino Figueroa Tabilo  | Alternativa Democrática de Izquierda | PC      | 5.390  | 4,92  |           |
| Juan Carlos Barraza Guy    | Alternativa Democrática de Izquierda | Ind.    | 4.339  | 3,96  |           |